# Daniela Melchior
Pour les articles homonymes, voir Melchior.
Daniela Melchior est une actrice portugaise, née le 1er novembre 1996 à Lisbonne (Portugal).

## Biographie

### Débuts d'actrice au Portugal (années 2010)
Elle fait ses débuts d'actrice en 2014, plus particulièrement à la télévision dans Mulheres (2014-2015) alors qu'elle est encore étudiante en théâtre. Elle participe ensuite à la série télévisée Massa Fresca (2016) et à d'autres feuilletons tels que Ouro Verde (2017) ou A Herdeira (2018),,.
Au cinéma, elle fait ses débuts dans O Caderno Negro (2018), suivi de Parque Mayer, la même année.
Encore en 2018, elle fait le doublage en portugais pour le personnage de Marvel, Gwen Stacy / Spider-Gwen dans le film d'animation Spider-Man: New Generation.

### Débuts d'actrice à Hollywood (années 2020)
Daniela Melchior interprète Cleo Cazo / Ratcatcher 2 dans le film The Suicide Squad de James Gunn en 2021 où une partie du tournage à lieu à Porto, au Portugal, son pays natal.
En 2022, l'actrice participe au film Assassin Club de Camille Delamarre dans le rôle de Sophie. En 2023, l'actrice participera au film Marlowe de Neil Jordan dans le rôle de Lynn Peterson,.
En 2023 elle signe également pour des rôles récurrents; dans la saga à succès Fast and Furious pour 2 épisodes : Fast and Furious 10 (2023) et sa suite (2025) et pour le troisième et dernier volet de la saga Les Gardiens de la Galaxie.

## DC Comics
Il s'agit de la première actrice portugaise à interpréter un personnage de l'univers DC et la première d'un personnage comics, Ratcatcher 2.
L'actrice explique pendant une interview comment elle s'est retrouvée à Hollywood : « J'ai reçu des scripts sur la table me disant Nous te voulons ».

## Filmographie
Sauf indication contraire, les informations mentionnées dans cette section peuvent être confirmées par la base de données cinématographiques IMDb,  présente dans la section « Liens externes ».

### Cinéma
- 2018 : Le Cahier noir (O Caderno Negro) de Valeria Sarmiento : la fille au Palais Serbelloni
- 2018 : Parque Mayer d'António-Pedro Vasconcelos : Deolinda
- 2018 : Spider-Man: New Generation (Spider-Man: Into the Spider-Verse) de Peter Ramsey, Bob Persichetti et Rodney Rothman : Gwen Stacy (voix portugaise)
- 2021 : The Suicide Squad de James Gunn : Cleo Cazo / Ratcatcher 2
- 2022 : Marlowe de Neil Jordan : Lynn Peterson
- 2023 : Assassin Club de Camille Delamarre : Sophie
- 2023 : Les Gardiens de la Galaxie Vol. 3 (Guardians of the Galaxy Vol. 3) de James Gunn : Ura
- 2023 : Fast and Furious 10 (Fast X) de Louis Leterrier : Isabella Neves
- 2024 : Road House de Doug Liman : Ellie
- 2025 : Anaconda de Tom Gormican : Ana Almeida

### Télévision
- 2014-2015 : Mulheres : Viviana Gomes
- 2016 : Massa Fresca (pt) : Carminho Santiago
- 2017 : Ouro Verde : Cláudia Andrade
- 2018 : A Herdeira : Ariana Franco / Marcela Gusmano
- 2018-2019 : Valor da Vida (pt) : Isabel Vasconcellos
- 2021 : Pecado : Maria Manuel
- 2021 : O Livro Negro do Padre Dinis : la fille au Palais Serbelloni

## Distinctions

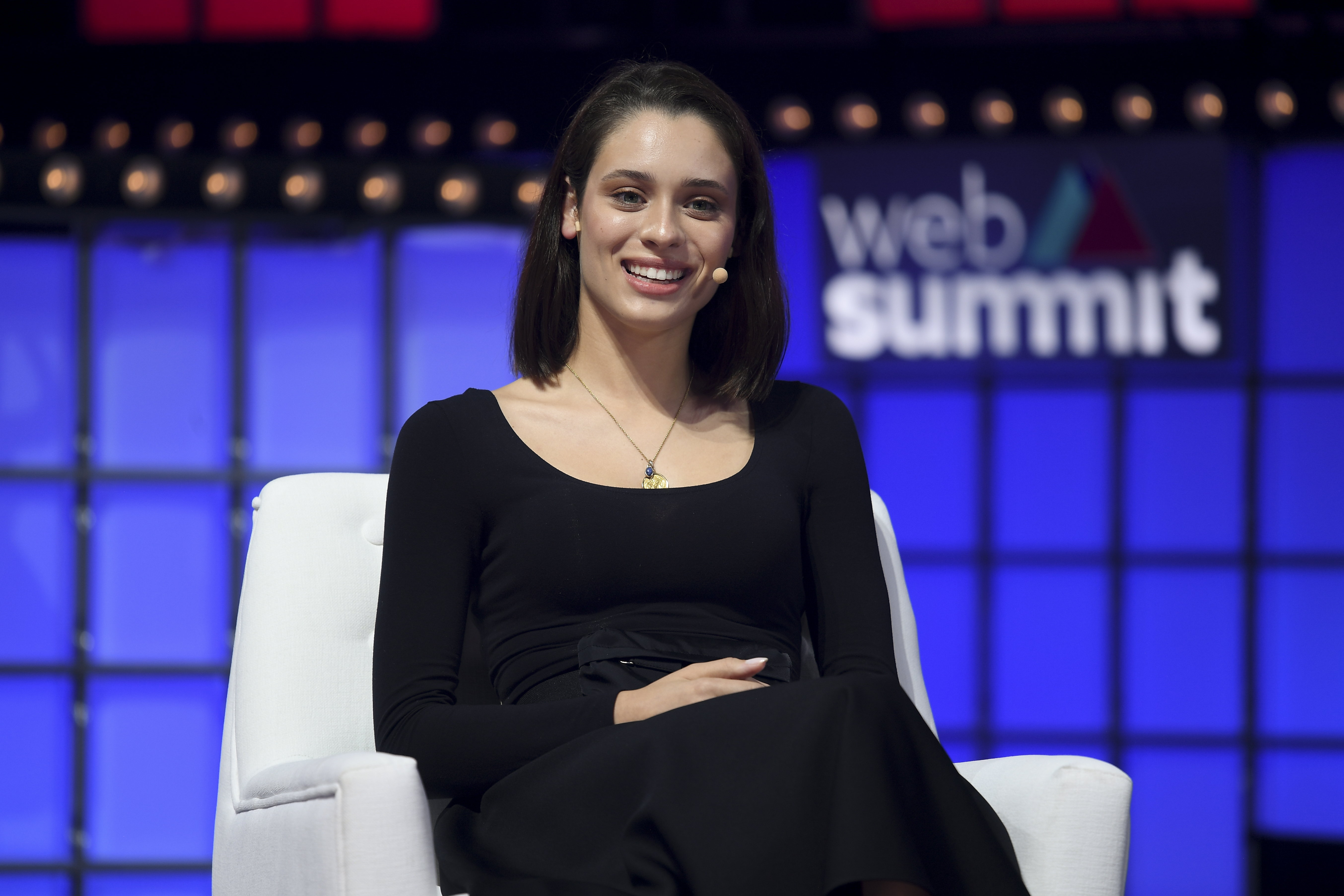
Daniela Melchior lors du Web Summit en 2021.

### Nominations
- 2019 : Prix Sophia de la meilleure actrice pour Parque Mayer
- 2021 : Globos de Ouro de l'actrice espoir pour The Suicide Squad